# Sebastião Assis de Figueiredo
Sebastião Assis de Figueiredo OFM (* 16. Mai 1949 in Coxilha Rica in Santa Catarina, Brasilien; † 20. Dezember 2007 bei Jaciara, Brasilien) war Bischof von Guiratinga.

## Leben
Sebastião Assis de Figueiredo wurde in Coxilha Rica im Bistum Lages, im brasilianischen Bundesstaat Santa Catarina geboren. 1963 trat er in das Kleine Franziskaner-Seminar von Agudos (SP) ein. Am 20. Januar 1972 trat er in den Franziskanerorden ein. Er studierte Philosophie in Curitiba und Katholische Theologie in Petrópolis. Am 4. Oktober 1975 legte er die Ewigen Gelübde im Franziskanerorden ab. Er empfing am 18. Dezember 1976 die Priesterweihe. Nachdem er einige Jahre für die Ausbildung in seiner Provinz tätig gewesen war, ging er als Missionar nach Mato Grosso.
Er war Professor für Philosophie an der Fakultät der Centro Universitario da Grande Dourados im brasilianischen Bundesstaat Mato Grosso do Sul, später Rektor und Professor im Franziskanerseminar von Ituporanga und Rio Brilhante, Dozent an der Universität von Campo Grande sowie Pfarrer von „São José Operário“ in Dourados. Anfang 2000 übernahm er die Pfarrei „Sagrado Coração de Jesus“ im Bistum Rondonópolis und war Provinzvikar der Franziskaner.
Papst Johannes Paul II. ernannte Sebastião Assis de Figueiredo 2001 zum Bischof des 1981 gegründeten Bistums Guiratinga im Erzbistum Cuiabá. Die Bischofsweihe spendeten ihm am 15. November 2001 in Rondonópolis Fernando Antônio Figueiredo, Bischof von Santo Amaro, sowie die Mitkonsekratoren Bonifácio Piccinini, Erzbischof von Cuiabá, und Juventino Kestering, Bischof von Rondonópolis.
Er vertrat als Vorsitzender die Region West 2 in der brasilianischen Bischofskonferenz (CNNB).
Sebastião Assis de Figueiredo starb am 20. Dezember 2007 bei einem Autounfall in der Nähe von Jaciara.